# KISF
KISF (103.5 FM, "Zona MX 103.5") là một đài phát thanh có trụ sở ở Las Vegas, Nevada, Hoa Kỳ. KISF bắt đầu phát sóng từ năm 1989 với định dạng adult contemporary. Năm 1992, đài chuyển sang định dạng modern rock.